# 김수 (뮤지컬 배우)
김수(1993년 6월 21일 ~ )는 대한민국의 뮤지컬 배우, 성악가이다. 2021년 뮤지컬 '팬텀'으로 데뷔했다.

## 방송
- 미스트롯3 (2023) - Top72

## 피처링
- 강영원 <Way Maker> (2021)